# Кухари-Єжево
Кухари-Єжево (пол. Kuchary-Jeżewo) — село в Польщі, у гміні Бельськ Плоцького повіту Мазовецького воєводства.
Населення — 233 особи (2011).
У 1975-1998 роках село належало до Плоцького воєводства.

## Демографія
Демографічна структура станом на 31 березня 2011 року:
|          | Загалом | Допрацездатний вік | Працездатний вік | Постпрацездатний вік |
| -------- | ------- | ------------------ | ---------------- | -------------------- |
| Чоловіки | 121     | 29                 | 80               | 12                   |
| Жінки    | 112     | 26                 | 65               | 21                   |
| Разом    | 233     | 55                 | 145              | 33                   |